# Nebelhorn Trophy
Die Nebelhorn Trophy ist ein internationaler Wettbewerb im Eiskunstlaufen, organisiert durch die Deutsche Eislauf-Union, der jedes Jahr in Oberstdorf stattfindet. Der Wettbewerb ist nach dem Berg Nebelhorn benannt.
Lange Zeit war die Nebelhorn Trophy in der Regel der erste internationale Wettbewerb der Saison. Inzwischen finden meist einige Wettbewerbe des Junioren-Grand-Prix’ bereits vorher statt. Auch der Wettbewerb selbst wurde nach hinten verschoben. Bis in die 1990er Jahre hinein fand er Ende August statt, seit Mitte der 2000er Jahre liegt der Termin einen Monat später. Die Läufer werden durch ihre nationalen Vertretungen zu dem Wettbewerb angemeldet. Der Wettbewerb findet in vier Disziplinen statt: Einzellauf Herren, Einzellauf Damen, Sportpaare und Eistanzen. Die Fritz-Geiger-Erinnerungstrophäe wird der Mannschaft mit den höchsten Platzierungen der jeweiligen Disziplin vergeben.
Seit der Saison 2014/15 ist die Nebelhorn Trophy Teil der ISU-Challenger-Serie.

## Geschichte
Die Nebelhorn Trophy findet jährlich seit 1969 statt und ist einer der ältesten Eislaufwettbewerbe, die noch abgehalten werden. Viele Läufer traten in den frühen Jahren nicht nur bei der Nebelhorn Trophy an, sondern auch bei dem jetzt nicht mehr stattfindenden Coupe des Alpes, dem Grand Prix de St. Gervais (ohne Bezug zur heutigen ISU-Grand-Prix-Serie). Es wurden auch Mannschaftstrophäen für die jeweils an beiden Wettbewerben erfolgreichsten Mannschaften vergeben. Während der achtziger Jahre und der frühen neunziger Jahre, bevor die Junior Grand Prix Serie eingeführt worden ist, fanden viele jüngere Eiskunstläufer bei der Nebelhorn Trophy den Einstieg in die Seniorenklasse.
In den letzten Jahren wurde die Nebelhorn Trophy auch von der ISU dazu benutzt, Neuerungen am Wertungssystem auszuprobieren. 1997 wurde statt nach dem „best of majority“ System nach der „one-by-one“ Methode gewertet. 2002 wurde das in der Entwicklung befindliche neue Bewertungssystem ausprobiert, um im Jahre 2003 dann der erste Wettbewerb zu sein, der nach dem neuen System offiziell gewertet worden ist. Im Jahre 2006 wurde die Jury aufgeteilt: ein Teil bewertete nur die technischen Elemente, der andere nur die Programmkomponenten.
2009 und 2013 wurden an der Nebelhorn Trophy die letzten Olympiatickets für Vancouver bzw. Olympiatickets für Sotschi vergeben. Bei den Herren und Damen waren es jeweils sechs, im Eistanzen fünf und bei den Paaren vier Startplätze. Da der georgische Verband bei den Olympischen Winterspielen 2010 auf seinen zweiten Startplatz bei den Damen verzichtete, konnte 2009 die siebte der Damen in der Qualifikation ebenso ein Ticket holen.

## Medaillengewinner

### Herren
| Medaillengewinner | Medaillengewinner   | Medaillengewinner       | Medaillengewinner     |
| ----------------- | ------------------- | ----------------------- | --------------------- |
| Jahr              | Gold                | Silber                  | Bronze                |
| 1969              | Günter Anderl       |                         |                       |
| 1970              | Klaus Grimmelt      |                         |                       |
| 1971              | Erich Reifschneider |                         |                       |
| 1972              | Robert Bradshaw     |                         |                       |
| 1973              | John Carlow         | Charles Tickner         | Paul Cechmanek        |
| 1974              | David Santee        | Kevin Robertson         | Paul Cechmanek        |
| 1975              | Ted Barton          | Ken Newfield            | Harald Kuhn           |
| 1976              | Fumio Igarashi      | Scott Hamilton          | Rudi Cerne            |
| 1977              | Robert Wagenhoffer  | Kurt Kürzinger          | Gerd-Walter Gräbner   |
| 1978              | Alan Schramm        | Mark Cockerell          | Gary Beacom           |
| 1979              | Gordon Forbes       | Wladimir Raschtschetnow | Brian Boitano         |
| 1980              | Tom Dickson         | Brian Orser             | Rudi Cerne            |
| 1981              | Heiko Fischer       | John Filbig             | Kevin Hicks           |
| 1982              | Leonardo Azzola     | Bruno Del Maestro       | James Cygan           |
| 1983              | Heiko Fischer       | Richard Zander          | André Bourgeois       |
| 1984              | Richard Zander      | Craig Henderson         | Leonid Kasnakow       |
| 1985              | Richard Zander      | Douglas Mattis          | Laurent Depouilly     |
| 1986              | Witali Jegorow      | Erik Larson             | Kurt Browning         |
| 1987              | Todd Eldredge       | Patrick Brault          | Lars Dresler          |
| 1988              | Aren Nielsen        | Marcus Christensen      | Christopher Mitchell  |
| 1989              | Shepherd Clark      | Richard Zander          | Gleb Bokii            |
| 1990              | Michael Chack       | Nicolas Pétorin         | Wladimir Petrenko     |
| 1991              | Ryan Hunka          | Nicolas Pétorin         | Wladimir Petrenko     |
| 1992              | David Liu           | Igor Paschkewitsch      | Axel Médéric          |
| 1993              | Jeffrey Langdon     | Michael Weiss           | Jean-François Hébert  |
| 1994              | Ilja Kulik          | Shepherd Clark          | Alexander Abt         |
| 1995              | Takeshi Honda       | Jewhen Pleuta           | Yosuke Takeuchi       |
| 1996              | Michael Weiss       | Yamato Tamura           | Igor Siniutin         |
| 1997              | Timothy Goebel      | Jewhen Pleuta           | Alexander Abt         |
| 1998              | Trifun Zivanovic    | Jewgeni Martynow        | Witalij Danyltschenko |
| 1999              | Ilja Klimkin        | Witalij Danyltschenko   | Jayson Dénommée       |
| 2000              | Anton Klykow        | Derrick Delmore         | Dmytro Dmytrenko      |
| 2001              | Sjarhej Dawydau     | Jeffrey Buttle          | Margus Hernits        |
| 2002              | Sjarhej Dawydau     | Benjamin Miller         | Fedor Andreev         |
| 2003              | Nicholas Young      | Scott Smith             | Nicholas LaRoche      |
| 2004              | Marc-André Craig    | Alexander Kondakow      | Christopher Toland    |
| 2005              | Stefan Lindemann    | Noriyuki Kanzaki        | Tomáš Verner          |
| 2006              | Tomáš Verner        | Parker Pennington       | Vaughn Chipeur        |
| 2007              | Michal Březina      | Shaun Rogers            | Tomáš Verner          |
| 2008              | Nobunari Oda        | Michal Březina          | Yannick Ponsero       |
| 2009              | Stéphane Lambiel    | Iwan Tretjakov          | Michal Březina        |
| 2010              | Tatsuki Machida     | Konstantin Menschow     | Peter Liebers         |
| 2011              | Yuzuru Hanyu        | Michal Březina          | Stephen Carriere      |
| 2012              | Nobunari Oda        | Konstantin Menschow     | Keegan Messing        |
| 2013              | Nobunari Oda        | Jason Brown             | Jeremy Ten            |
| 2014              | Jason Brown         | Michal Brezina          | Konstantin Menschow   |
| 2015              | Elladj Baldé        | Max Aaron               | Konstantin Menschow   |
| 2016              | Alexander Petrow    | Jorik Hendrickx         | Grant Hochstein       |
| 2017              | Jorik Hendrickx     | Alexander Johnson       | Alexander Majorov     |
| 2018              | Keegan Messing      | Alexander Majorov       | Artur Dmitrijew       |
| 2019              | Makar Ignatov       | Koshiro Shimada         | Oleksij Bytschenko    |
| 2020              | Deniss Vasiļjevs    | Gabriele Frangipani     | Nikolaj Majorov       |
| 2021              | Vincent Zhou        | Adam Siao Him Fa        | Mark Kondratjuk       |
| 2022              | Keegan Messing      | Lee Si-hyeong           | Roman Sadovsky        |
| 2023              | Adam Siao Him Fa    | Kazuki Tomono           | Koshiro Shimada       |
| 2024              | Sōta Yamamoto       | Gabriele Frangipani     | Deniss Vasiļjevs      |

### Damen
| Medaillengewinnerinnen | Medaillengewinnerinnen   | Medaillengewinnerinnen   | Medaillengewinnerinnen |
| ---------------------- | ------------------------ | ------------------------ | ---------------------- |
| Jahr                   | Gold                     | Silber                   | Bronze                 |
| 1969                   | Ludmila Bezáková         |                          |                        |
| 1970                   | Rita Pokorski            |                          |                        |
| 1971                   | Dorothy Hamill           |                          |                        |
| 1972                   | Wendy Burge              |                          |                        |
| 1973                   | Kath Malmberg            | Linda Fratianne          | Gerti Schanderl        |
| 1974                   | Priscilla Hill           | Barbara Smith            | Petra Wagner           |
| 1975                   | Lisa-Marie Allen         | Petra Wagner             | Dagmar Lurz            |
| 1976                   | Garnet Ostermeier        | Carrie Rugh              | Deborah Albright       |
| 1977                   | Reiko Kobayashi          | Sandy Lenz               | Karin Riediger         |
| 1978                   | Editha Dotson            | Corinna Tanski           | Janet Morrissey        |
| 1979                   | Lynn Smith               | Jackie Farrell           | Karin Riediger         |
| 1980                   | Vikki de Vries           | Alison Southwood         | Elizabeth Manley       |
| 1981                   | Cornelia Tesch           | Kristy Hogan             | Stephanie Anderson     |
| 1982                   | Manuela Ruben            | Kelley Webster           | Natalia Ovchinnikova   |
| 1983                   | Stacy McMullin           | Barbara Butler           | Karin Telser           |
| 1984                   | Debi Thomas              | Juri Ozawa               | Sara MacInnes          |
| 1985                   | Cornelia Tesch           | Tracey Damigella         | Joanne Conway          |
| 1986                   | Holly Cook               | Cornelia Renner          | Claudia Villiger       |
| 1987                   | Shannon Allison          | Carola Wolff             | Lindsay Fedosoff       |
| 1988                   | Tonia Kwiatkowski        | Josée Chouinard          | Patricia Neske         |
| 1989                   | Kyoko Ina                | Surya Bonaly             | Junko Yaginuma         |
| 1990                   | Surya Bonaly             | Marina Kielmann          | Maria Butyrskaya       |
| 1991                   | Kumiko Koiwai            | Marina Kielmann          | Maria Butyrskaya       |
| 1992                   | Simone Lang              | Kumiko Koiwai            | Angela Derochie        |
| 1993                   | Irina Sluzkaja           | Susan Humphreys          | Ludmila Ivanova        |
| 1994                   | Irina Sluzkaja           | Shizuka Arakawa          | Jennifer Karl          |
| 1995                   | Shizuka Arakawa          | Lenka Kulovaná           | Jelena Iwanowa         |
| 1996                   | Eva-Maria Fitze          | Sydne Vogel              | Karen Kwan             |
| 1997                   | Olena Ljaschenko         | Olga Markowa             | Nadeschda Kanajewa     |
| 1998                   | Brittney McConn          | Jelena Iwanowa           | Veronika Dytrtová      |
| 1999                   | Olena Ljaschenko         | Sanna Maija Wiksten      | Elina Kettunen         |
| 2000                   | Galina Maniachenko       | Sarah Meier              | Andrea Gardiner        |
| 2001                   | Ludmila Nelidina         | Ann Patrice Mcdonough    | Kristina Oblassowa     |
| 2002                   | Carolina Kostner         | Alisa Drei               | Ludmila Nelidina       |
| 2003                   | Jennifer Don             | Lesley Hawker            | Olga Naidjonowa        |
| 2004                   | Louann Donovan           | Alisa Drei               | Mira Leung             |
| 2005                   | Jelena Sokolowa          | Alisa Drei               | Beatrisa Liang         |
| 2006                   | Beatrisa Liang           | Arina Martynowa          | Katy Taylor            |
| 2007                   | Carolina Kostner         | Megan Williams Stewart   | Laura Lepistö          |
| 2008                   | Alissa Czisny            | Laura Lepistö            | Akiko Suzuki           |
| 2009                   | Alissa Czisny            | Kiira Korpi              | Yan Liu                |
| 2010                   | Kiira Korpi              | Viktoria Helgesson       | Melissa Bulanhagui     |
| 2011                   | Mirai Nagasu             | Elene Gedewanischwili    | Joshi Helgesson        |
| 2012                   | Kaetlyn Osmond           | Adelina Sotnikowa        | Haruka Imai            |
| 2013                   | Jelena Radionowa         | Miki Andō                | Ashley Cain            |
| 2014                   | Jelisaweta Tuktamyschewa | Aljona Leonowa           | Gracie Gold            |
| 2015                   | Kaetlyn Osmond           | Aljona Leonowa           | Courtney Hicks         |
| 2016                   | Mai Mihara               | Jelisaweta Tuktamyschewa | Gabrielle Daleman      |
| 2017                   | Kailani Craine           | Matilda Algotsson        | Alexia Paganini        |
| 2018                   | Alina Sagitowa           | Mai Mihara               | Loena Hendrickx        |
| 2019                   | Mariah Bell              | Yelim Kim                | Nicole Schott          |
| 2020                   | Eva-Lotta Kiibus         | Alexia Paganini          | Jenni Saarinen         |
| 2021                   | Alysa Liu                | Jekatierina Kurakowa     | Viktoriia Safonova     |
| 2022                   | Loena Hendrickx          | Wi Seo-yeong             | Eva-Lotta Kiibus       |
| 2023                   | Isabeau Levito           | Kimmy Repond             | Kim Min-chae           |
| 2024                   | Elyce Lin-Gracey         | Isabeau Levito           | Hana Yoshida           |

### Paare
| Medaillengewinner der Paare | Medaillengewinner der Paare              | Medaillengewinner der Paare                | Medaillengewinner der Paare                |
| --------------------------- | ---------------------------------------- | ------------------------------------------ | ------------------------------------------ |
| Jahr                        | Gold                                     | Silber                                     | Bronze                                     |
| 1969                        | Frigge Drzymalla / Michael Weingart      |                                            |                                            |
| 1970                        | Almut Lehmann / Herbert Wiesinger        |                                            |                                            |
| 1971                        | kein Wettbewerb im Paarlauf              |                                            |                                            |
| 1972                        | Cozette Cady / Jack Courtney             |                                            |                                            |
| 1973                        | Tai Babilonia / Randy Gardner            | Corinna Halke / Eberhard Rausch            | Ursula Nemec / Michael Nemec               |
| 1974                        | Kathy Huntchinson / Jamie Mcgrigor       | Candace Jones / Don Fraser                 | Ursula Nemec / Michael Nemec               |
| 1975                        | Cheri Pinner / Dennis Pinner             | Alice Cook / William Fauver                | Karen Newton / Glenn Laframboise           |
| 1976                        | Susanne Scheibe / Andreas Nischwitz      | Rafaela Dondoni / Mario Dondoni            | Kyoko Hagiwara / Sumio Murata              |
| 1977                        | Gail Hamula / Frank Sweiding             | Sheryl Franks / Michael Botticelli         | Susanne Scheibe / Andreas Nischwitz        |
| 1978                        | Barbara Underhill / Paul Martini         | Maria di Domenico / Larry Schrier          | Tracy Prussack / Scott Prussack            |
| 1979                        | Caitlin Carruthers / Peter Carruthers    | Zanna Ilina / Alexander Vlassov            | Becky Gough / Mark Rowsom                  |
| 1980                        | Susan Garland / Robert Daw               | Mary Jo Fedy / Tim Mills                   | Dana Graham / Paul Stanton Wylie           |
| 1981                        | Jelena Walowa / Oleg Wassiljew           | Melinda Kunhegyi / Lyndon Johnston         | Nathalie Tortel / Xavier Videau            |
| 1982                        | Inna Woljanskaja / Waleri Spiridonow     | Katherina Matousek / Lloyd Edgar Eisler    | Natalie Seybold / Wayne Seybold            |
| 1983                        | Inna Bekker / Sergei Lihansky            | Katy Keely / Gary Kemp                     | Laurene Collin / David Howe                |
| 1984                        | Jelena Betschke / Valerie Kornienko      | Susan Dungjen / Jason Dungjen              | Margo Shoup / Patrick Page                 |
| 1985                        | Liudmila Koblowa / Andrei Kalitin        | Maria Lako / Michael Blicharski            | Lisa Cushley / Neil Cushley                |
| 1986                        | Melanie Gaylor / Lee Barkell             | Ashley Stevenson / Scott Wendland          | Lisa Cushley / Neil Cushley                |
| 1987                        | Michelle Menzies / Kevin Wheeler         | Elena Kwitschenko / Raschid Kadyrkaev      | Twana Rose / Colin Epp                     |
| 1988                        | Cindy Landry / Lyndon Johnston           | Ekaterina Murugova / Artiom Torgashov      | Kenna Bailey / John Denton                 |
| 1989                        | Jelena Leonowa / Gennadi Krasnitzki      | Jewgenija Schischkowa / Wadim Naumow       | Radka Kovaříková / René Novotný            |
| 1990                        | Stacey Ball / Jean Michel Bombardier     | Natalia Krestianinova / Aleksei Torchinsky | Penny Papaioannou / Raoul Leblanc          |
| 1991                        | Sherry Ball / Kris Wirtz                 | Natalia Krestianinova / Aleksei Torchinsky | Penny Papaioannou / Raoul Leblanc          |
| 1992                        | Svetlana Titkova / Oleg Mahutov          | Tiina Muur / Cory Watson                   | Jodeyne Higgins / Sean Rice                |
| 1993                        | Caroline Haddad / Jean-Sébastien Fecteau | Jelena Bereschnaja / Oleg Schljachow       | Stephanie Stiegler / Lance Travis          |
| 1994                        | Marie-Claude Savard-Gagnon / Luc Bradet  | Lyne Haddad / Sylvain Privé                | Sarah Abitbol / Stéphane Bernadis          |
| 1995                        | Shelby Lyons / Brian Wells               | Olena Biloussiwska / Andrei Potalov        | Marina Chalturina / Andrei Krukov          |
| 1996                        | Danielle Hartsell / Steve Hartsell       | Olga Semkina / Andrey Chuviwaev            | Samanta Marchant / Chad Hawse              |
| 1997                        | Evgenia Filonenko / Igor Marchenko       | Jelena Belusowskaja / Stanislaw Morosow    | Natalie Vlandis / Jered Guzman             |
| 1998                        | Laura Handy / Paul Binnebose             | Jacinthe Lariviere / Lenny Faustino        | Meliza Brozovich / Anton Nimenko           |
| 1999                        | Aljona Savchenko / Stanislaw Morosow     | Jacinthe Lariviere / Lenny Faustino        | Julija Obertas / Dmitry Palamarchuk        |
| 2000                        | Valerie Marcoux / Bruno Marcotte         | Amanda Magarian / Jered Guzman             | Stephanie Kalesavich / Aaron Parchem       |
| 2001                        | Jacinthe Lariviere / Lenny Faustino      | Valerie Saurette / Jean-Sébastien Fecteau  | Laura Handy / Jonathon Hunt                |
| 2002                        | Valerie Marcoux / Craig Buntin           | Julija Obertas / Alexei Sokolow            | Kathryn Orscher / Garrett Lucash           |
| 2003                        | Utako Wakamatsu / Jean Sebastian Fecteau | Pascale Bergeron / Robert Davison          | Laura Handy / Jeremy Allen                 |
| 2004                        | Marcy Hinzmann / Aaron Parchem           | Pascale Bergeron / Robert Davison          | Aljona Savchenko / Robin Szolkowy          |
| 2005                        | Aljona Savchenko / Robin Szolkowy        | Meagan Duhamel / Ryan Arnold               | Marcy Hinzmann / Aaron Parchem             |
| 2006                        | Brooke Castile / Benjamin Okolski        | Julia Vlassov / Drew Meekins               | Angelika Pylkina / Niklas Hogner           |
| 2007                        | Aljona Savchenko / Robin Szolkowy        | Meagan Duhamel / Craig Buntin              | Amanda Evora / Mark Ladwig                 |
| 2008                        | Aljona Savchenko / Robin Szolkowy        | Marija Muchortowa / Maxim Trankow          | Tatjana Wolossoschar / Stanislaw Morosow   |
| 2009                        | Aljona Savchenko / Robin Szolkowy        | Tatjana Wolossoschar / Stanislaw Morosow   | Anabelle Langlois / Cody Hay               |
| 2010                        | Wera Basarowa / Juri Larionow            | Stefania Berton / Ondřej Hotárek           | Meagan Duhamel / Eric Radford              |
| 2011                        | Tatjana Wolossoschar / Maxim Trankow     | Wera Basarowa / Juri Larionow              | Caydee Denney / John Coughlin              |
| 2012                        | Tatjana Wolossoschar / Maxim Trankow     | Caydee Denney / John Coughlin              | Vanessa James / Morgan Ciprès              |
| 2013                        | Tatjana Wolossoschar / Maxim Trankow     | Maylin Wende / Daniel Wende                | Mari Vartmann / Aaron Van Cleave           |
| 2014                        | Yuko Kawaguti / Alexander Smirnow        | Jewgenija Tarassowa / Wladimir Morosow     | Alexa Scimeca / Chris Knierim              |
| 2015                        | Tatjana Wolossoschar / Maxim Trankow     | Alexa Scimeca / Chris Knierim              | Vanessa James / Morgan Ciprès              |
| 2016                        | Aljona Savchenko / Bruno Massot          | Ljubow Iljuschetschkina / Dylan Moscovitch | Mari Vartmann / Ruben Blommaert            |
| 2017                        | Jewgenija Tarassowa / Wladimir Morosow   | Aljona Savchenko / Bruno Massot            | Ekaterina Alexandrovskaya / Harley Windsor |
| 2018                        | Alisa Efimova / Alexander Korowin        | Alexa Scimeca Knierim / Chris Knierim      | Deanna Stellato / Nathan Bartholomay       |
| 2019                        | Kirsten Moore-Towers / Michael Marinaro  | Alexa Scimeca Knierim / Chris Knierim      | Ryom Tae-ok / Kim Ju-sik                   |
| 2020                        | Rebecca Ghilardi / Filippo Ambrosini     | Annika Hocke / Robert Kunkel               | Cléo Hamon / Denys Strekalin               |
| 2021                        | Minerva-Fabienne Hase / Nolan Seegert    | Laura Barquero / Marco Zandron             | Karina Safina / Luka Berulawa              |
| 2022                        | Deanna Stellato-Dudek / Maxime Deschamps | Alisa Efimova / Ruben Blommaert            | Annika Hocke / Robert Kunkel               |
| 2023                        | Minerva-Fabienne Hase / Nikita Wolodin   | Lucrezia Beccari / Matteo Guarise          | Annika Hocke / Robert Kunkel               |
| 2024                        | Minerva-Fabienne Hase / Nikita Wolodin   | Deanna Stellato-Dudek / Maxime Deschamps   | Ellie Kam / Daniel O’Shea                  |

### Eistanzen
| Medaillengewinner im Eistanzen | Medaillengewinner im Eistanzen               | Medaillengewinner im Eistanzen           | Medaillengewinner im Eistanzen           |
| ------------------------------ | -------------------------------------------- | ---------------------------------------- | ---------------------------------------- |
| Jahr                           | Gold                                         | Silber                                   | Bronze                                   |
| 1970                           | Angelika Buck / Erich Buck                   |                                          |                                          |
| 1971                           | Angelika Buck / Erich Buck                   |                                          |                                          |
| 1972                           | Mary-Karen Campell / Johnny Johns            |                                          |                                          |
| 1973                           | Rosalind Druce / David Barker                |                                          |                                          |
| 1974                           | Judi Genovesi / Kent Weigle                  |                                          |                                          |
| 1975                           | Lorna Wighton / John Dowding                 |                                          |                                          |
| 1976                           | Marina Sujewa / Andrei Witman                |                                          |                                          |
| 1977                           | Jayne Torvill / Christopher Dean             |                                          |                                          |
| 1978                           | Elena Garanina / Igor Zawozin                |                                          |                                          |
| 1979                           | Gina Aucoin / Hans-Peter Ponikau             |                                          |                                          |
| 1980                           | Wendy Sessions / Stephen Williams            |                                          |                                          |
| 1981                           | Karen Roughton / Marc Reed                   |                                          |                                          |
| 1982                           | Marina Klimowa / Sergei Ponomarenko          |                                          |                                          |
| 1983                           | Marina Klimowa / Sergei Ponomarenko          |                                          |                                          |
| 1984                           | Lois Luciani / Russ Witherby                 |                                          |                                          |
| 1985                           | Maja Ussowa / Alexander Schulin              |                                          |                                          |
| 1986                           | Antonia Becherer / Ferdinand Becherer        |                                          |                                          |
| 1987                           | Illona Melnitchenko / Gennadi Kaskow         |                                          |                                          |
| 1988                           | Illona Melnitchenko / Gennadi Kaskow         |                                          |                                          |
| 1989                           | Isabelle Sarech / Xavier Debernis            |                                          |                                          |
| 1990                           | Isabelle Labossiere / Mitchell Gould         |                                          |                                          |
| 1991                           | Irina Lobatschowa / Alexei Pospelov          |                                          |                                          |
| 1992                           | Shae-Lynn Bourne / Victor Kraatz             |                                          |                                          |
| 1993                           | Martine Patenaude / Eric Masse               |                                          |                                          |
| 1994                           | Barbara Piton / Alexandre Piton              | Elena Hruschyna / Ruslan Hontscharow     |                                          |
| 1995                           | Olga Sharutenko / Dmitri Maumkin             | Ivona Filipowicz / Michal Szumski        | Agnes Jacquemard / Alexis Gayet          |
| 1996                           | Ekaterina Svirina / Vladimir Lelukh          | Eve Chalom / Mathew Gates                | Isabelle Delobel / Olivier Schoenfelder  |
| 1997                           | Olga Sharutenko / Dmitri Naumkin             | Nina Ulanova / Mikhail Stifounin         | Albena Denkowa / Maxim Stawiski          |
| 1998                           | Nina Ulanova / Mikhail Stifounin             | Debbie Koegel / Oleg Fediukov            | Alia Ouadbelsselam / Benjamin Delmas     |
| 1999                           | Jamie Silverstein / Justin Pekarek           | Alia Ouabdelsselam / Benjamin Delmas     | Stephanie Rauer / Thomas Rauer           |
| 2000                           | Chantal Lefebvre / Justin Lanning            | Magali Sauri / Michail Stifunin          | Marika Humphreys / Vitaly Baranov        |
| 2001                           | Sylwia Nowak / Sebastian Kolasiński          | Federica Faiella / Massimo Scali         | Anastasia Belova / Illia Isaev           |
| 2002                           | Federica Faiella / Massimo Scali             | Melissa Gregory / Denis Petukhov         | Anastasia Belova / Ilia Isaev            |
| 2003                           | Swetlana Kulikowa / Witali Nowikow           | Jana Chochlowa / Sergei Nowizki          | Christie Moxley / Alexander Kirsanov     |
| 2004                           | Lydia Manon / Ryan O’Meara                   | Martine Patinaude / Pascal Denis         | Phillipa Towler-Green / Phillip Poole    |
| 2005                           | Tanith Belbin / Benjamin Agosto              | Margarita Drobiazko / Povilas Vanagas    | Christina Beier / William Beier          |
| 2006                           | Sinead Kerr / John Kerr                      | Morgan Matthews / Maxim Zavozin          | Alexandra Zaretski / Roman Zaretski      |
| 2007                           | Jennifer Wester / Daniil Barantsev           | Christina Beier / William Beier          | Alla Beknazarova / Vladimir Zuev         |
| 2008                           | Emily Samuelson / Evan Bates                 | Alexandra Zaretski / Roman Zaretski      | Jane Summersett / Todd Gilles            |
| 2009                           | Meryl Davis / Charlie White                  | Alexandra Zaretski / Roman Zaretski      | Katherine Copely / Deividas Stagniūnas   |
| 2010                           | Anna Cappellini / Luca Lanotte               | Jekaterina Rjasanowa / Ilja Tkatschenko  | Nathalie Péchalat / Fabian Bourzat       |
| 2011                           | Madison Hubbell / Zachary Donohue            | Nelli Schiganschina / Alexander Gazsi    | Kharis Ralph / Asher Hill                |
| 2012                           | Madison Chock / Evan Bates                   | Julija Slobina / Alexei Sitnikow         | Nelli Schiganschina / Alexander Gazsi    |
| 2013                           | Madison Hubbell / Zachary Donohue            | Xenija Monko / Kirill Chaljawin          | Alexandra Paul / Mitchell Islam          |
| 2014                           | Kaitlyn Weaver / Andrew Poje                 | Madison Chock / Evan Bates               | Nelli Schiganschina / Alexander Gazsi    |
| 2015                           | Madison Chock / Evan Bates                   | Alexandra Paul / Mitchell Islam          | Anastasia Cannuscio / Colin McManus      |
| 2016                           | Anna Cappellini / Luca Lanotte               | Madison Chock / Evan Bates               | Piper Gilles / Paul Poirier              |
| 2017                           | Penny Coomes / Nicholas Buckland             | Kana Muramoto / Chris Reed               | Kavita Lorenz / Joti Polizoakis          |
| 2018                           | Piper Gilles / Paul Poirier                  | Rachel Parsons / Michael Parsons         | Christina Carreira / Anthony Ponomarenko |
| 2019                           | Laurence Fournier Beaudry / Nikolaj Sørensen | Kaitlin Hawayek / Jean-Luc Baker         | Christina Carreira / Anthony Ponomarenko |
| 2020                           | Natálie Taschlerová / Filip Taschler         | Sasha Fear / George Waddell              | Darya Popova / Wolodymyr Bjelikow        |
| 2021                           | Juulia Turkkila / Matthias Versluis          | Katharina Müller / Tim Dieck             | Maria Kasakowa / Georgi Rewia            |
| 2022                           | Lilah Fear / Lewis Gibson                    | Allison Reed / Saulius Ambrulevičius     | Carolane Soucisse / Shane Firus          |
| 2023                           | Lilah Fear / Lewis Gibson                    | Allison Reed / Saulius Ambrulevičius     | Juulia Turkkila / Matthias Versluis      |
| 2024                           | Lilah Fear / Lewis Gibson                    | Christina Carreira / Anthony Ponomarenko | Emilea Zingas / Vadym Kolesnik           |